# Ляличи (Брянская область)

Екатерининская церковь во время реставрации

Ля́личи — село в Суражском районе Брянской области, в составе Лопазненского сельского поселения.
Расположено на ручье Излучье, впадающем в Ипуть, в 12 км к востоку от Суража. Население — 668 человек (2012).

## История
Впервые упоминается в первой половине XVII века как владение шляхтича Абрамовича; позднее — владение мглинской ратуши, затем Бороздны и других. Деревянный храм Флора и Лавра в этом селе упоминается с 1721 (разобран в конце XVIII в.). 
С 1775 года — имение фаворита Екатерины II графа П. В. Завадовского, при котором оно также носило название Екатеринодар. Построенные в то время каменная церковь Святой Екатерины (1793—1799) и графский дом-дворец (1780—1795) (обе постройки — по проекту Джакомо Кваренги) частично сохранились до настоящего времени (требуется существенная реставрация). 
С 1812 года — владение В. В. Энгельгардта и его наследников; с 1850-х гг. владельцем усадьбы был художник-пейзажист и музыкант-любитель Атрыганьев Н. А., принимавший здесь многих известных деятелей культуры.
Со второй половины XVII в. по 1781 год село входило в Мглинскую сотню Стародубского полка; с 1781 по 1921 в Суражском уезде (с 1861 — центр Ляличской волости); в 1921—1929 в Клинцовском уезде (до 1924 — волостной центр, позднее в Суражской волости). С 1919 по 2005 являлось центром Ляличского сельсовета.
В селе была Церковь Флора и Лавра. Священнослужители церкви:
- 1764 — священник Степан Васильевич Таршевский
- 1811-1816 — священник Ефим Иванович Козминский

## Достопримечательности
- Руинированный усадебный парк и остатки дворца

В селе сохранилась величественная Екатерининская церковь с уникальной архитектурной композицией: основной объём в форме куба, увенчанный пятью куполами (центральный — доминирующий) и украшенный с востока мощной полукруглой апсидой, а с запада — восьмиколонным портиком, который соединён открытыми колоннадами-переходами с двумя симметрично расположенными колокольнями.
Храм функционировал до 1937 года, после этого никак не использовался. В 1974 году он признан памятником архитектуры федерального значения. В 2011 году началось восстановление церкви, из резервного фонда губернатора на восстановление выделено 5 млн. рублей. Однако к 2013 году восстановительные работы были свернуты, храм остаётся в полуразрушенном состоянии.

## Известные люди
В селе родился Герой Советского Союза Михаил Михальков.